# Sønder Asmindrup Sogn
Sønder Asmindrup Sogn  war eine Kirchspielsgemeinde (dän.: Sogn) auf der Insel Sjælland im südlichen Dänemark.
Bis 1970 gehörte sie zur Harde Merløse Herred im damaligen Holbæk Amt, danach zur Holbæk Kommune im Vestsjællands Amt, die im Zuge der  Kommunalreform zum 1. Januar 2007 in der „neuen“ Holbæk Kommune in der Region Sjælland aufgegangen ist.
Im Kirchspiel lebten am 1. Oktober 2011 1027 Einwohner. Im Kirchspiel liegt die Kirche „Sønder Asmindrup Kirke“.
Nachbargemeinden waren im Norden Tveje Merløse Sogn, im Nordosten Grandløse Sogn, im Osten Ågerup Sogn, im Südosten Tølløse Sogn, im Westen Kvanløse Sogn und im Nordwesten Søstrup Sogn.
Zum 27. November 2011 (1. Advent) wurde Grandløse Sogn mit Ågerup Sogn und Sønder Asmindrup Sogn zum Vipperød Sogn zusammengefasst.